# Can Xicu Fulla
Can Xicu Fulla és un edifici del municipi de Vidreres (Selva) inclosa en l'Inventari del Patrimoni Arquitectònic de Catalunya.

## Descripció
Es tracta d'una masia de planta rectangular estructurada en dues plantes. La planta baixa contempla dues obertures, com són el gran portal d'accés rectangular, de llinda monolítica conformant un arc pla i muntants de pedra, flanquejat a la dreta per una obertura rectangular, de llinda monolítica, amb muntants de pedra i coberta amb un enreixat de ferro forjat. Pel que fa al primer pis o planta noble, aquest recull dues obertures de similars característiques: rectangulars, llinda monolítica conformant un arc pla, muntants de pedra i ampit treballat.
Destaca el lateral esquerre de la masia per l'aglomeració d'elements interessants. En primer lloc, trobem la presència d'una gran obertura projectada a manera de portal d'accés secundari, de format rectangular, de llinda monolítica, amb muntants de pedra i el dintell va ser treballat per un hàbil picapedrer, el qual va cisellar un brillant escut molt ben definit i estilitzat així com la data de 1687. En segon lloc, l'adossament d'una gran construcció projectada com a pallissa i un petit pou adossat a la masia, la qual està coberta amb una teulada de vessants a laterals.

## Història
Pel que fa a la llinda descontextualitzada del segle xvii que existeix al lateral esquerra, val a dir que fou col·locada allà durant el segle xix, quan el propietari de la casa comprà, a més d'aquesta llinda, altres pedres, ampits i muntats per a col·locar a les obertures de la façana. Aquestes pedres provenen, segons la propietària, de Girona ciutat.